# Darryl Strawberry
Darryl Eugene Strawberry Sr. é um ex-jogador profissional de beisebol norte-americano.

## Carreira
Darryl Strawberry foi campeão da World Series 1999 jogando pelo New York Yankees. Na série de partidas decisiva, sua equipe venceu o Atlanta Braves por 4 jogos a 0.